# Держись за облака
«Держись за облака» (венг. Kapaszkodj a fellegekbe!) — 2-серийный советско-венгерский художественный фильм 1971 года.

## Сюжет
Действие происходит в 1919 году. Бывшему личному пилоту российского императора Николая II капитану Владимиру Севастьянову (Гунар Цилинский) поручают самолётом доставить в Будапешт, где произошла революция и была установлена Советская Республика, некоего профессора Перцеля (Иван Дарваш). Перцель должен начать ликвидацию безграмотности. По пути самолёт несколько раз падает, садится, а герои попадают то к «красным», то к «белым», которые хотят их расстрелять или повесить. Каждый раз чудесно спасаясь, герои добираются до Будапешта, где узнают, что Советская республика пала, а страна оккупирована войсками Антанты. Тогда герои фильма решают хотя бы вывезти из страны своих соратников. Спасаясь от преследователей, они подрывают мост, однако, вместо взрыва получается грандиозный фейерверк, которым и заканчивается фильм.

## В ролях
- Иван Дарваш — Янош Перцель, референт (озвучил Анатолий Кузнецов)
- Гунар Цилинский — Владимир Севастьянов, бывший царский пилот (озвучил Вячеслав Тихонов)
- Ласло Меншарош[венг.] — Бенце Рокателли
- Светлана Светличная — Милли Вимерфорд
- Михаил Кононов — Соколовы (Дима и Костя)
- Андрей Миронов — Тукман, белый генерал
- Иштван Буйтор — Жига
- Ласло Дожа[венг.]
- Андраш Керн
- Галина Польских — Маруся
- Илона Медвецки[венг.] — Франциска
- Ференц Каллаи — шеф полиции
- Йожеф Маркош
- Алексей Кожевников — белый офицер
- Ласло Инке[венг.]
- Василий Шукшин — лётчик
- Никита Михалков — чекист
- Михаил Боярский — конвоир

## Съёмочная группа
- Режиссёры: Петер Сас[венг.], Борис Григорьев
- Сценарий: Петер Сас, Михаил Аверин
- Операторы: Ференц Сеченьи, Валерий Гинзбург
- Художники: Игорь Бахметьев, Пётр Пашкевич, Тивадар Берталан
- Композитор: Сабольч Феньеш